# Новодмитровка Вторая
Новодмитровка Вторая (укр. Новодмитрівка Друга) — село в Ивановской поселковой общине Генического района Херсонской области Украины.
Население по переписи 2001 года составляло 944 человека. Почтовый индекс — 75441. Телефонный код — 5531.

## Местный совет
75441, Херсонская обл., Ивановский р-н, с. Новодмитровка Вторая, ул. Ленина, 18